# Real Sincelejo Fútbol Club
El Real Sincelejo Fútbol Club es un club de fútbol de la ciudad de Sincelejo, Sucre, Colombia. Está esperando el aval de la Dimayor para poder disputar a nivel Profesional en la Categoría Primera B en el futuro.

## Historia
El club fue fundado en el año 2002, en la ciudad de Sincelejo, departamento de Sucre. Para el año siguiente, jugó por primera vez en la Categoría Primera B. Durante todas sus temporadas jugó en el Estadio Arturo Cumplido Sierra. 
Para el 2005 desapareció y se creó otro nuevo equipo llamado Depor F. C. con sede en Cartago.
En 2015 la ficha del club sería comprada por el padrastro de James Rodríguez y en diciembre de 2020 después de una larga espera y algunas demandas el Ministerio del Deporte obligaria a la Dimayor a asociar al club y por ende a la participación del mismo en la Categoría Primera B.
Según el diario El Espectador, Real Sincelejo ha peleado todas las batallas judiciales para regresar al fútbol profesional colombiano. Un tribunal le dio la razón, pero en la Dimayor no hay luz verde para su afiliación. Un magistrado pidió a la Corte Constitucional resolver el confuso problema.
Sin embargo, el 23 de noviembre de 2021 la Corte Constitucional determinó que el club no tendrá reconocimiento deportivo, impidiendo así por el momento su afiliación al profesionalismo.
Por tal motivo el equipo solamente podrá jugar torneos de futbol aficionado como la PRIMERA C DE COLOMBIA.

## Datos del Club
- Temporadas en 1ª División: 0 (Ninguna)
- Temporadas en 2ª División :  2 (2003 y 2004).
- Mejor Puesto:

En Primera B : 10° Reclasificación (2003).
- Peor Puesto:

En Primera B : 12° Reclasificación (2004).

## Uniforme
- Uniforme titular: Camisa con franjas verdes y blancas, pantaloneta verde y medias rojas con la orilla verde y amarillo.
- Uniforme Suplente: Camisa verde con línea roja, pantaloneta roja y medias verdes.